# Andrea Gacumi Michara
Andrea Gacumi Michara (* 7. Juli 1994) ist ein zyprischer Leichtathlet, der sich auf den Mittelstreckenlauf spezialisiert hat und zu Beginn seiner Karriere im Sprint an den Start ging.

## Sportliche Laufbahn
Erste Erfahrungen bei internationalen Meisterschaften sammelte Andrea Gacumi Michara im Jahr 2015, als er bei der 2. Liga der Team-Europameisterschaft in Stara Sagora in 49,55 s den achten Platz im 400-Meter-Lauf belegte und mit der zyprischen 4-mal-400-Meter-Staffel mit 3:18,63 min ebenfalls auf Rang acht landete. 2017 belegte er bei den Spielen der kleinen Staaten von Europa (GSSE) in Serravalle in 49,99 s den achten Platz über 400 Meter und gewann im Staffelbewerb in 3:15,15 min die Silbermedaille hinter dem luxemburgischen Team. 2021 gelangte er bei der 3. Liga der Team-Europameisterschaft in Limassol mit 3:53,99 min auf den siebten Platz im 1500-Meter-Lauf und 2023 belegte er bei den GSSE in Marsa in 3:51,99 min den vierten Platz. Kurz darauf wurde er bei der 2. Liga der Team-Europameisterschaft im Rahmen der Europaspiele in Chorzów in 3:49,95 min 16. 2025 erreichte er bei der 2. Liga der Team-Europameisterschaft in Maribor in 3:49,82 min Rang 15, ehe er bei den Balkan-Meisterschaften in Volos in 3:49,37 min den achten Platz belegte. 
In den Jahren 2022 und 2025 wurde Michara zyprischer Meister im 800-Meter-Lauf sowie 2020 und von 2022 bis 2025 über 1500 Meter und 2023 in der 4-mal-400-Meter-Staffel. 

## Persönliche Bestleistungen
- 400 Meter: 48,60 s, 17. Juni 2017 in Limassol
- 800 Meter: 1:48,70 min, 19. Juni 2016 in Nikosia
- 1500 Meter: 3:49,37 min, 26. Juli 2025 in Volos